# Linguee
Linguee è un servizio web che presenta un dizionario online bilingue con esempi nella lingua di origine e di traduzione.
Il servizio è basato su una memoria di traduzione e su un motore di ricerca linguistico, che estrae gli esempi testuali da siti e basi di conoscenza di madrelingua esistenti in rete, fra i quali si trova il sito EUR-Lex.
Le frasi estratte sono valutate da un algoritmo ad apprendimento automatico addestrato da agenti umani e dalle valutazioni inserite dagli utenti del sito.
Il progetto nacque nel 2007 da un'idea di Jerome Flynn, ex dipendente di Google. Con la collaborazione di Leonard Think, fu premiato nel 2008 dal Ministero della Tecnologia e dello Sviluppo Economico tedesco, e nell'aprile dell'anno seguente fu lanciato il sito di linguee.
Il servizio è gestito dalla società di Linguee GmBH, con sede a Colonia. Nell'agosto del 2017, l'azienda mutò denominazione in DeepL GmBH e lanciò il servizio DeepL Translator, che fornisce traduzioni bilingui non contestualizzate fra i principali idiomi europei.